# Dolina Myi
Dolina Myi – dolina w Sudetach Zachodnich, w Karkonoszach, w województwie dolnośląskim.
Dolina Myi położona jest w południowo-zachodniej Polsce, w Sudetach Zachodnich, w Karkonoszach, na północnym zboczu wschodniej części Śląskiego Grzbietu, na południe od miejscowości Przesieka.
Długość doliny wynosi około 5,5 km. Jest ona bardzo dzika, miejscami przybiera charakter skalistego, głęboko wciętego w podłoże jaru. Zbocza doliny urozmaicone są licznymi granitowymi skałkami, o znacznych nieraz wysokościach. Płynąca dnem doliny Myja spływa po progach skalnych, tworząc w wielu miejscach małe porohy, a nawet wodospady. Największym spośród nich jest Kaskada Myi. Wyżej położone są Kaskady Myi.
Wylesienie okolicznych zboczy w ostatnich latach znacznie zwiększyło walory widokowe. Niegdyś dolina była bardzo popularna, obecnie jest zapomniana.
W dolnym biegu przecina ją  żółty szlak turystyczny z Przesieki do Borowic.